# Walter Posch (Iranist)
Walter Posch (* 1966 in Hall in Tirol) ist ein österreichischer Iranist, Osmanist und Islamwissenschaftler.

## Leben
Posch studierte Islamwissenschaft, Turkologie und Iranistik in Wien, Istanbul und Bamberg. Seit dem Studium ist er Mitglied der katholischen Studentenverbindungen K.Ö.H.V. Alpenland Wien im ÖCV und K.D.St.V. Fredericia Bamberg im CV. Er promovierte 1999 in Bamberg im Fach Iranistik. Posch arbeitete von 2000 bis 2004 am österreichischen Institut für Friedenssicherung und Konfliktmanagement der Landesverteidigungsakademie in Wien. Von April 2004 bis April 2009 war er als Research Fellow (ab 2006 Senior Research Fellow) am Institut der Europäischen Union für Sicherheitsstudien in Paris angestellt. Von Januar 2010 bis Dezember 2014 war Posch Forscher bei der Stiftung Wissenschaft und Politik in Berlin. Seit Januar 2015 arbeitet er wieder am Institut für Friedenssicherung und Konfliktmanagement der Landesverteidigungsakademie in Wien. Schwerpunkte seiner Forschungstätigkeit sind die Sicherheitsapparate und Untergrundbewegungen des Nahen Ostens. 

## Publikationen
Monographien:
- Der Fall Alkâs Mîrzâ und der Persienfeldzug von 1548–1549. Ein gescheitertes osmanisches Projekt zur Niederwerfung des safavidischen Persiens. Tectum-Verlag, Marburg 1999 (7 Mikrofiches).
- Irak unter Saddam Hussein: Das Ende einer Aera? Landesverteidigungsakademie, Wien 2002, ISBN 3-901328-79-3.
- (mit Nathan J. Brown) Kurdische Unabhängigkeitsbestrebungen und die irakische Verfassung. Landesverteidigungsakademie, Wien 2004, ISBN 3-902456-00-0.
- Ahmadinedschad und die Prinzipalisten: Irans politische Rechte und die Perspektiven für einen neuen Elitenkompromiss. Stiftung Wissenschaft und Politik, Wien 2011.

Artikel und Buchbeiträge:
- Al-Qa´ida: Versuch einer Annäherung (in der Publikation Islam, Islamismus und islamischer Extremismus)
- Die irakischen Schiiten nach dem Fall Saddam Husseins (in: Österreichische Militärische Zeitschrift, 6/2003; online)
- Ein revolutionärer Imam (in der Publikation Islam, Islamismus und islamischer Extremismus)
- Entwicklung und Entwicklungsmöglichkeiten der kurdischen Selbstverwaltung im Irak (in der Publikation Kurdische Unabhängigkeitsbestrebungen und die irakische Verfassung)
- Irak – Ende einer Diktatur (in der Publikation IFK Aktuell 2003_01)
- Islam und Islamismus in der Türkei (in der Publikation Islam, Islamismus und islamischer Extremismus)